# سازمان جهانی سیک‌ها
سازمان جهانی سیک‌ها (WSO) یک سازمان مذهبی و غیرانتفاعی سیک است که در سال ۱۹۸۴، بعد از عملیات ستاره آبی با هدف «ارائه صدایی مؤثر و معتبر برای نمایندگی منافع سیک‌ها در صحنه جهانی»، تأسیس شد. هدف اعلام شده این سازمان «ترویج و حفاظت از منافع جوامع دور از وطن سیک»، و «ترویج و دفاع از» حقوق بشر است. در حال حاضر رئیس سازمان، تیجیندر سینگ سیدو است.

## تاریخچه
شکل‌گیری سازمان جهانی سیک‌ها بعد از گردهمایی بین‌المللی سیک‌ها در ۲۸ ژوئیه ۱۹۸۴، در مدیسون اسکوئر گاردن در شهر نیویورک، ایالت نیویورک بود که چندین هزار نفر از ایالات متحده، کانادا، بریتانیا و چند کشور از شرق دور را شامل می‌شد.
این سازمان با دو شعبه دبلیواس‌او-کانادا (WSO-Canada) و دبلیواس‌او-آمریکا (WSO-America) شکل گرفت که مقر آنها در اتاوا و نیویورک بود.
سازمان جهانی سیک‌ها (WSO) به موضوع‌های مختلف جامعه از جمله حق پوشیدن عمامه، حق بر تن کردن کیرپان، و مدیریت گردواره می‌پردازد. مقامات سازمان جهانی سیک‌ها با روش آمیخته‌ای از انتخابات و کاندید شدن، برگزیده می‌شوند.

### سخنرانی خشونت‌آمیز در طی برگزاری کنوانسیون تأسیس
عجایب سینگ باگری، مردی که متهم به ایفای نقش در بمب‌گذاری ایر ایندیا گردید و بعد تبرئه شد، روی صحنه رفت و در کنوانسیون تأسیس سازمان جهانی سیک‌ها اعلام کرد: «تا زمانی که ۵۰٬۰۰۰ نفر از هندوها را نکشیم، آرام نخواهیم گرفت». شعارهای جمعیت در طول این کنوانسیون "مرگ بر آنها - سگ‌های هندو"، "زنده باد خالصتان"، "زنده باد ببر خالصه " بود.

## فعالیت‌ها
سازمان جهانی سیک‌ها طرفدار افزایش آزادی مذهبی است. این سازمان به بلتیج سینگ دیلون کمک کرد تا با تبعیض مبارزه کند و بتواند به عنوان عضوی از پلیس سواره‌نظام سلطنتی کانادا، عمامه بر سر بگذارد. این سازمان همچنین به سیک‌ها در کانادا برای حل پرونده‌های قضایی به نفع خود در ارتباط با ممنوعیت بر تن کردن کیرپان، یاری رساند. افزون بر این، این سازمان از گروه‌های دیگر برای احقاق حقوق خود، از جمله مردان یهودی ارتدکس برای بر سر گذاشتن کلاه کیپا، زنان مسلمان برای بستن روبنده و یک دانش‌آموز دبیرستان اسکاتلندی برای پوشیدن دامن اسکاتلندی در جشن فارغ‌التحصیلی، حمایت کرد.
سازمان جهانی سیک‌ها در چند پرونده برجسته حقوق بشر در سطح استان و دیوان عالی کانادا به عنوان مداخله‌گر شرکت داشت، از جمله آنها یک پرونده مرتبط با حق ساکنان یهودی برای ایجاد آلونک سوکا در بالکن منزل خود، و پرونده دیگر مرتبط با موردی بود که در آن دیوان عالی کانادا حق دانش آموزان سیک را برای بر تن کردن کیرپان در مدرسه تأیید کرد.
در هنگام رسیدگی قاضی جان میجر به پرونده بمب‌گذاری در خطوط هوایی ایر ایندیا، سازمان جهانی سیک‌ها در خواست جایگاه مداخله‌گر کرد و این وضعیت به سازمان اعطاء شد. این سازمان در ارائه لایحه نهایی به رسیدگی پرونده، ناامیدی خود را از روند رسیدگی پرونده، از قبیل توصیه به حفاظت ناکافی از شاهدان در برابر تهدیدات، اعلام کرد.
تری میلِوسکی (Terry Milewski) در مستندی که در سال ۲۰۰۶ برای شبکه سی‌بی‌سی تهیه کرد، گزارش داد که یک اقلیت در جامعه سیک کانادایی، با وجود اینکه به صورت علنی از اقدامات تروریستی برای مبارزه جهت تشکیل ایالت مستقل سیک حمایت می‌کند، در حال کسب نفوذ سیاسی است. در واکنش به این گزارش، سازمان جهانی سیک از شبکه سی‌بی‌سی به خاطر «افترا، تهمت و توهین» به صورت قانونی شکایت کرد و ادعا کرد که میلوسکی این سازمان را به تروریسم مرتبط کرده و اعتبار آن را در جامعه سیک به مخاطره انداخته است. در دعوی انجام گرفته توسط سازمان جهانی سیک از اوجال دوسانجه، نماینده مجلس کانادا و تری میلوسکی، گزارشگر به خاطر اظهارات و ادعاهای خود در مستند ۲۰۰۷ با عنوان «سیاست ساموسا»، شکایت شده بود. دادرسی مربوط به این پرونده در دادگاه ادامه نیافت و در ماه دسامبر ۲۰۱۵، طرفین دعاوی پرونده توافق کردند بدون قید و شرط رسیدگی به پرونده خاتمه پیدا کند.
سازمان جهانی سیک در کانادا (WSO) با آماردیپ سینگ و شرکت تاکسی یِلو کَب (تاکسی زرد) وارد مذاکره شد تا به یک راه حل قابل قبول دو طرفه مرتبط با نظام‌نامه لباس شرکت و سبک عمامه گذاشتن او، دست پیدا کند. در روز ۷ ژوئیه، کارت شناسایی آقای سینگ به خاطر نقض نظام‌نامه لباس رانندگان شرکت یلو کب (تاکسی زرد) مسدود شد. موضوع در حال بررسی، انتخاب شیوه عمامه گذاشتن آقای سینگ بود. سازمان جهانی سیک با شرکت یلو کب وارد گفتگو شد تا به یک خط‌مشی نظام‌نامه عمامه گذاشتن رسمی برای رانندگان سیک این شرکت دست پیدا کند.
در ماه اکتبر ۲۰۱۱، سازمان جهانی سیک به جاسپریت سینگ، دانشجوی کالج سنکا کمک کرد تا حق بر تن کردن کیرپان بر خود در پردیس را محفوظ بدارد و با کالج سنکا وارد مذاکره شد تا یک سند خط‌مشی با موضوع کیرپان، همچنین منابع و ابزارهای آموزشی برای استادان، دانشجویان و حراست، تدوین کنند.
شبکه قانون حقوق بشر (HRLN) و سازمان جهانی سیک‌ها در کانادا (WSO)، هنگام برگزاری کنفرانسی که با همکاری سایر گروه‌های حقوق بشر از سراسر هند، در روزهای ۱۹ و ۲۰ نوامبر ۲۰۱۱ برگزار شد آغاز فعالیت مرکز مدافعان حقوق بشر خالرا در دهلی‌نو را اعلام کردند. این مرکز برای خدمت‌رسانی به عنوان منبع قانونی مدافعان حقوق بشری که خود را در خطر می‌بینند یا مورد حمله واقع شده‌اند، و نیز بر عهده گرفتن تحقیقات در مورد مسائل حقوق بشر تأسیس شده است. تأسیس این مرکز توسط مدافعان حقوق بشر حاضر در کنفرانس مورد استقبال قرار گرفت و تمام حاضران برای ادای احترام به یاد و خاطره جاسوانت سینگ خالرا از جای خود بلند شدند.
در داخل هر شهر بزرگ کانادا، شعبه‌ای از سازمان جهانی سیک‌ها وجود دارد. این سازمان با دیگر سازمان‌های حقوق بشر و بین الادیان جهت ارتقاء آگاهی و آموزش در مورد مسائل حقوق بشر به همکاری می‌پردازد، علاوه بر آن آموزش در مورد مذهب سیک را در دسترس قرار می‌دهد.
کنشگری خالصتان
بیانیه سال ۲۰۰۷ سازمان جهانی سیک اعلام داشت که آنها «برای تلاش در جهت ایجاد کشور سیک، خالصتان (KHALISTAN)، از راه‌های مسالمت‌آمیز به منظور حفاظت از هویت و مذهب سیک» متعهد هستند.
اتهامات افراطی‌گرایی
یک گزارش از سی‌بی‌سی در سال ۲۰۰۷، سازمان جهانی سیک را به عنوان سازمانی توصیف کرد که علیرغم درخواست برای ایجاد ایالت مستقل سیک، از اقدامات خشونت‌آمیز حمایت نمی‌کند، هر چند در آن گزارش ادعا شده است که حامیان و اعضاء این سازمان از افرادی که در این جهت مرتکب اعمال خشونت‌آمیز شده‌اند تمجید و حمایت کرده‌اند. دالجیت سینگ ساندو، رئیس سابق سازمان جهانی سیک‌ها از ایندرجیت سینگ ریات، فردی که به ساخت بمب مورد استفاده در بمب‌گذاری خطوط هوایی هند محکوم شده بود، تمجید کرد و او را «دوست» و «مردی خوب» توصیف کرده بود.